# Gare de Briouze
La gare de Briouze est une ancienne gare ferroviaire française de la ligne d'Argentan à Granville, située sur le territoire de la commune de Briouze, dans le département de l'Orne, en région Normandie.
En 2024, elle est devenue une halte de la Société nationale des chemins de fer français (SNCF), desservie par les trains du réseau Nomad TER Normandie.

## Situation ferroviaire
Établie à 212 m d'altitude, la halte de Briouze est située au point kilométrique (PK) 29,078 de la ligne d'Argentan à Granville, entre les gares ouvertes d'Argentan et de Vire. Autrefois, avant Argentan, se trouvaient les gares fermées d'Ecouché et des Yveteaux-Fromentel ; et, avant Flers, se trouvaient la halte de Bellou-en-Houlme et la gare fermée de Messei.
Elle était également l'origine de la ligne de Briouze à La Ferté-Macé, aujourd'hui déferrée.

## Histoire
Elle est mise en service le 2 juillet 1866 avec l'ouverture de la voie entre la gare d'Argentan et la gare de Flers.
Jusqu'au 26 mai 1991, Briouze était une gare de jonction avec la ligne de Briouze à Couterne. Des trains assuraient une relation directe Paris-Montparnasse - Bagnoles de l'Orne via Briouze. La section de Briouze à Bagnoles-de-l'Orne a été fermée au trafic voyageur puis déferrée et remplacée par la voie verte Vélobocage ouverte en 2022. En 2011, les traces de cette ancienne ligne sont encore visibles : elles bordent le quai A (vers Flers et Granville). En 2021, la desserte de Bagnoles-de-l'Orne depuis Briouze est assurée par autocar Ter Basse-Normandie.

## Service des voyageurs

### Accueil
Gare SNCF, elle dispose d'un bâtiment voyageurs, fermé depuis octobre 2018, et de distributeurs automatiques de titres de transport régionaux.
Elle est équipée de deux quais latéraux qui encadrent deux voies. Le changement de quai se fait par une passerelle et par un platelage posé entre les voies (passage non protégé) qui est uniquement réservé pour les voyageurs ne pouvant pas utiliser la passerelle.
Sur le quai B (vers Argentan et Paris), on trouve deux abris, dont un avec un composteur de billets et une douzaine de places assises, et un autre, plus petit, avec quatre places.
Chaque quai dispose d'un panneau information, indiquant l'heure de passage du prochain train, sa desserte ainsi que son éventuel retard. Ce dispositif est complété par des annonces sonores sur tout le quai.
Depuis octobre 2018, le guichet et le bâtiment voyageurs sont fermés. Depuis 2020, le rez-de-chaussée et l'étage sont à louer. 
Elle possède un garage à vélos, un parking d'une capacité de soixante places ainsi que des emplacements Taxi et des places pour les Grand invalide civil et Grand invalide de guerre.

### Dessertes
En 2012, la gare est desservie par la ligne commerciale Paris - Granville (Intercités). Egalement par la ligne commerciale Dreux - Argentan - Granville (TER Normandie).

### Intermodalité
La gare est desservie par la ligne 12 du réseau Cap'Orne et par deux lignes d'autocar TER Basse-Normandie Flers - Argentan et Bagnoles-de-l'Orne - Argentan. Un parking pour les véhicules et les vélos y est aménagé.